# 文津阁

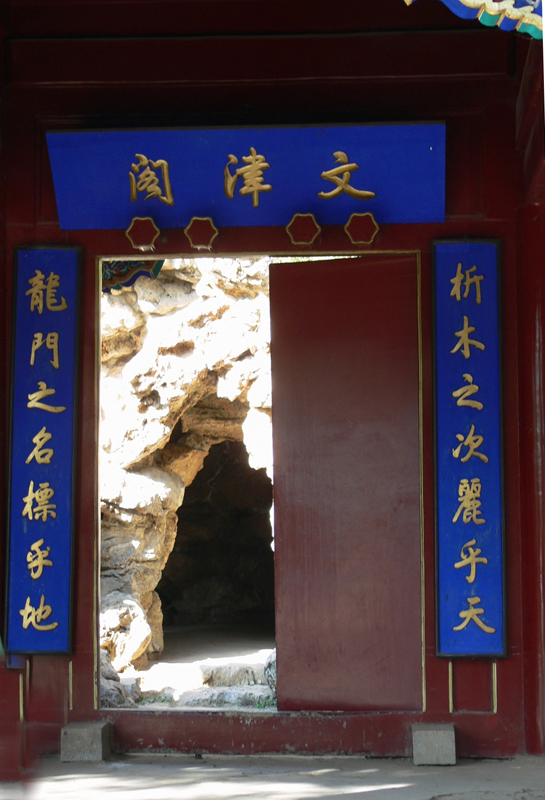
文津阁

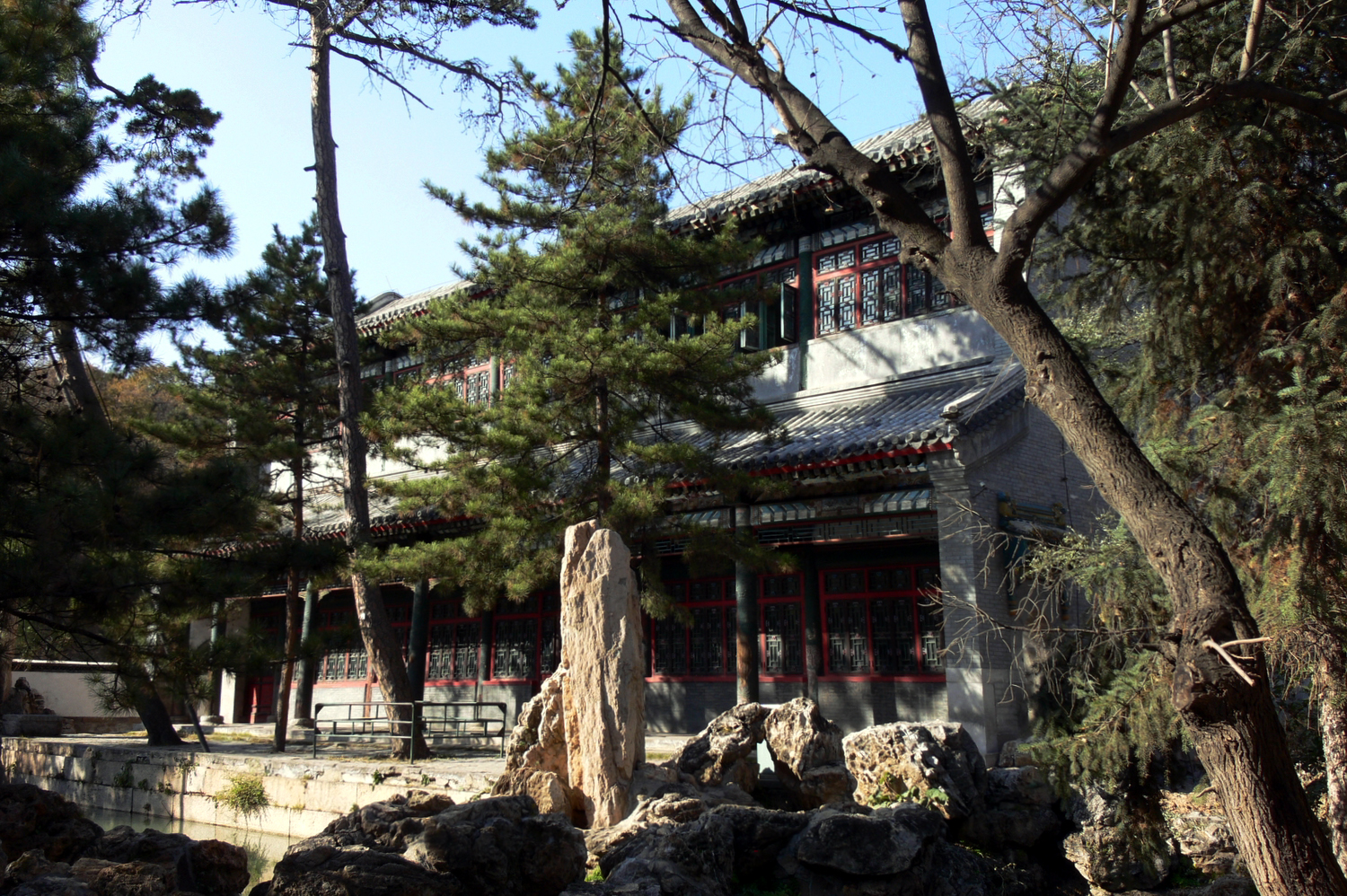
文津阁

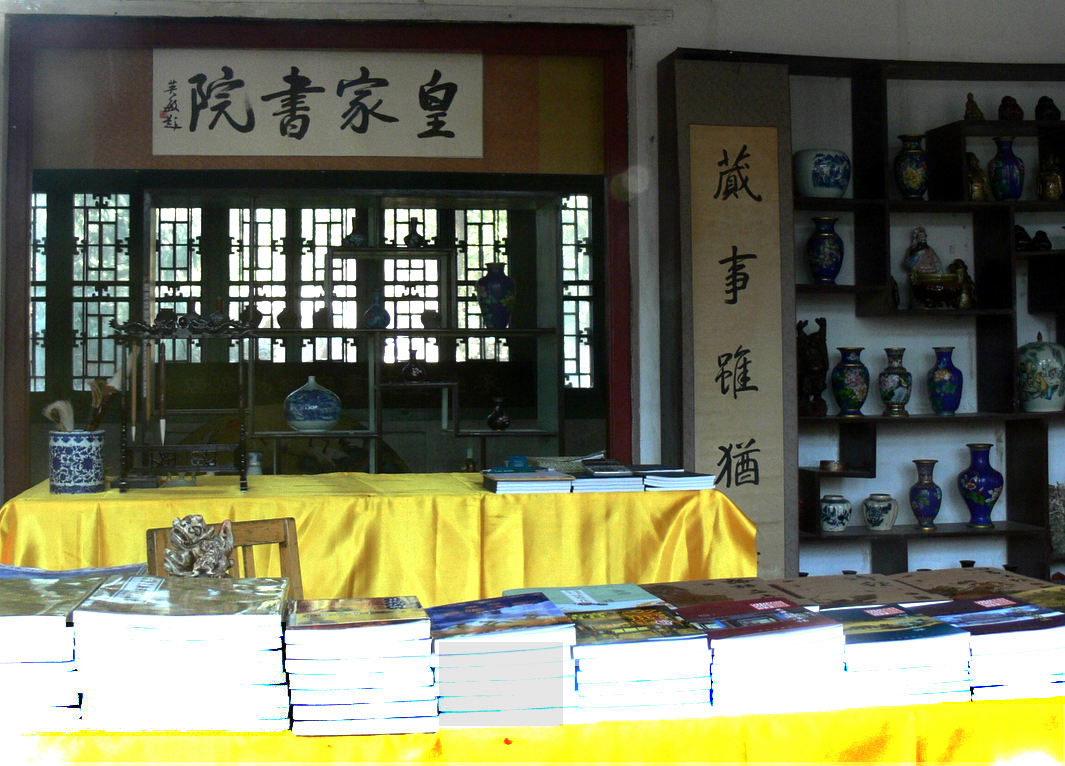
文津阁皇家书院

文津阁（穆麟德轉寫：šu dogon asari）是清代皇家藏书馆，位于承德避暑山庄平原区西部。

## 历史
文津阁建于乾隆三十九年（1774年）。主楼文津阁高二层，是一座仿照浙江宁波天一阁建造的藏书楼。文津阁藏有清代编纂的《四库全书》一部和《诸子集成》一部。文津阁前有一个池塘，四围假山上一个露窗倒影入池水中，宛如新月。